# Gałęzatka (zwierzęta)
Gałęzatka, kordylofora (Cordylophora caspia) – gatunek kolonijnego, słonawowodnego jamochłona z gromady stułbiopławów. Należy do przedstawicieli tej gromady, tworzących tzw. mech morski – kożuch, porastający rozmaite podwodne przedmioty. Tworzą go silnie porozgałęziane kolonie, wyróżniające się nieprzyjemnych zapachem. Złożone są one z posiadających delikatną osłonkę gałązek (stąd nazwa zwierzęcia), na których znajdują się setki nagich polipów o niewielu nitkowatych, luźno umieszczonych na ich powierzchni czułkach. Kolonie te dzielą się na męskie i żeńskie. Ich wysokość wynosi 2–4 cm, przy wysokości polipów 1–2 mm.
W okresie zimowym pionowe części kolonii obumierają. Kolonia odradza się w następnym roku z pozostałości poziomych rozłóg. Oderwanie kolonii od przedmiotu, który porasta, wywołuje wzmożenie rozmnażania płciowego.
Gałęzatka zasiedla masowo zalewy i słonawowodne jeziora przybrzeżne polskiego wybrzeża Bałtyku. Występuje także w części zatok tego morza, rzadziej na płytkim dnie jego otwartych wód. Bezpośredni wpływ tego jamochłona na gospodarkę człowieka jest negatywny, ponieważ w miejscach bardzo pospolitego występowania gałęzatka obrasta zastawne sieci rybackie, poważnie utrudniając połowy przy ich użyciu.
Do tego samego rodzaju Cordylophora należą jeszcze 2 gatunki. Przedstawiciele tego rodzaju zamieszkują wody nie tylko słonawe, ale i słodkie.